# Altun

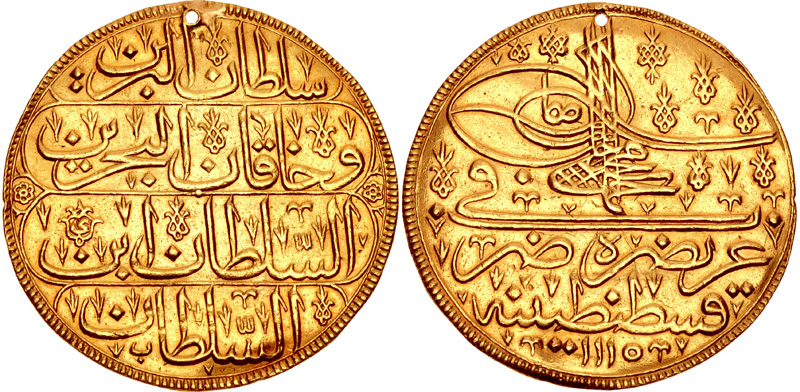
Pièce d'or équivalente à 5 unités (beşlik altın) frappée sous Ahmed III, à Constantinople entre AH 1115 et 1143 (1703-1730, poids de 16,66 g soit 5 soultanis).

Cet article concerne la pièce de monnaie ottomane. Pour l'homme politique turc, voir Fahrettin Altun.
L'altun (turc ottoman : التون, altın : « or ») est, sous l'Empire ottoman, le nom générique d'une pièce en or. En 1454, Mehmed II introduisit le soultani d'or qui valait 50 akçes d'argent en moyenne.